# Колесников, Николай Алексеевич
Никола́й Алексе́евич Коле́сников (15 марта 1952, Наратлы, Бугульминский район, Татарская АССР, РСФСР, СССР) — советский тяжелоатлет. Заслуженный мастер спорта СССР (1976). Чемпион Олимпийских игр 1976 в полулёгком весе (285 кг в двоеборье: рывок 125 кг + толчок 160 кг).

## Биография
Родился в чувашской семье.
В 1970 году начал заниматься тяжёлой атлетикой под руководством тренера Е. Тимерзянова.
В 1971—1973 годах служил в армии, где продолжал заниматься тяжёлой атлетикой под руководством заслуженного тренера СССР, олимпийского чемпиона Р. Плюкфельдера (город Шахты).
В 1972 году выполнил норматив мастера спорта СССР. В 1974 году приглашён в сборную СССР.
Выступал за «Труд» (Ростов-на-Дону), с 1977 — «Динамо» (Бугульма).
Чемпион мира 1977 (280 кг), 1978 (270 кг). Серебряный призёр чемпионата мира 1974 (277,5 кг), 1975 (277,5 кг).
Чемпион Европы 1976 (282,5 кг), 1977 (280 кг), 1978 (290 кг), 1979 (292,5 кг). Серебряный призёр чемпионата Европы 1975 (277,5 кг).
Чемпион СССР 1975, 1977—1979. Победитель Спартакиад народов СССР 1975, 1979.
Восемь раз устанавливал мировые рекорды и семнадцать — рекорды СССР.
В 1977 году заочно окончил Центральный ордена Ленина институт физической культуры.
С 1978 года Колесников служит в органах МВД. Переезжает в Казань, где работает оперуполномоченным отдела угрозыска МВД Татарской АССР.
В 1983 году окончил Академию МВД. Принимал участие в поимке казанского людоеда Алексея Суклетина.
В настоящее время — старший тренер юниорской сборной России и старший тренер сборной Татарстана по тяжёлой атлетике.
Стаж работы в сборных командах России составляет 11 лет.

## Награды и признание
Проводится всероссийский турнир по тяжёлой атлетике на приз олимпийского чемпиона Н. Колесникова.
Награждён орденом «Знак Почёта» (1976).
Включен в энциклопедию «Гордость города Казани» (2005).

## Семья
Колесников Николай — отец Колесниковой Анастасии, серебряной призерши по спортивной гимнастике Олимпийских игр в Сиднее.